# Nicolești (Frumoasa), Harghita
Nicolești (în trecut Sânmiclăuș, în maghiară Csíkszentmiklós) este un sat în comuna Frumoasa din județul Harghita, Transilvania, România.

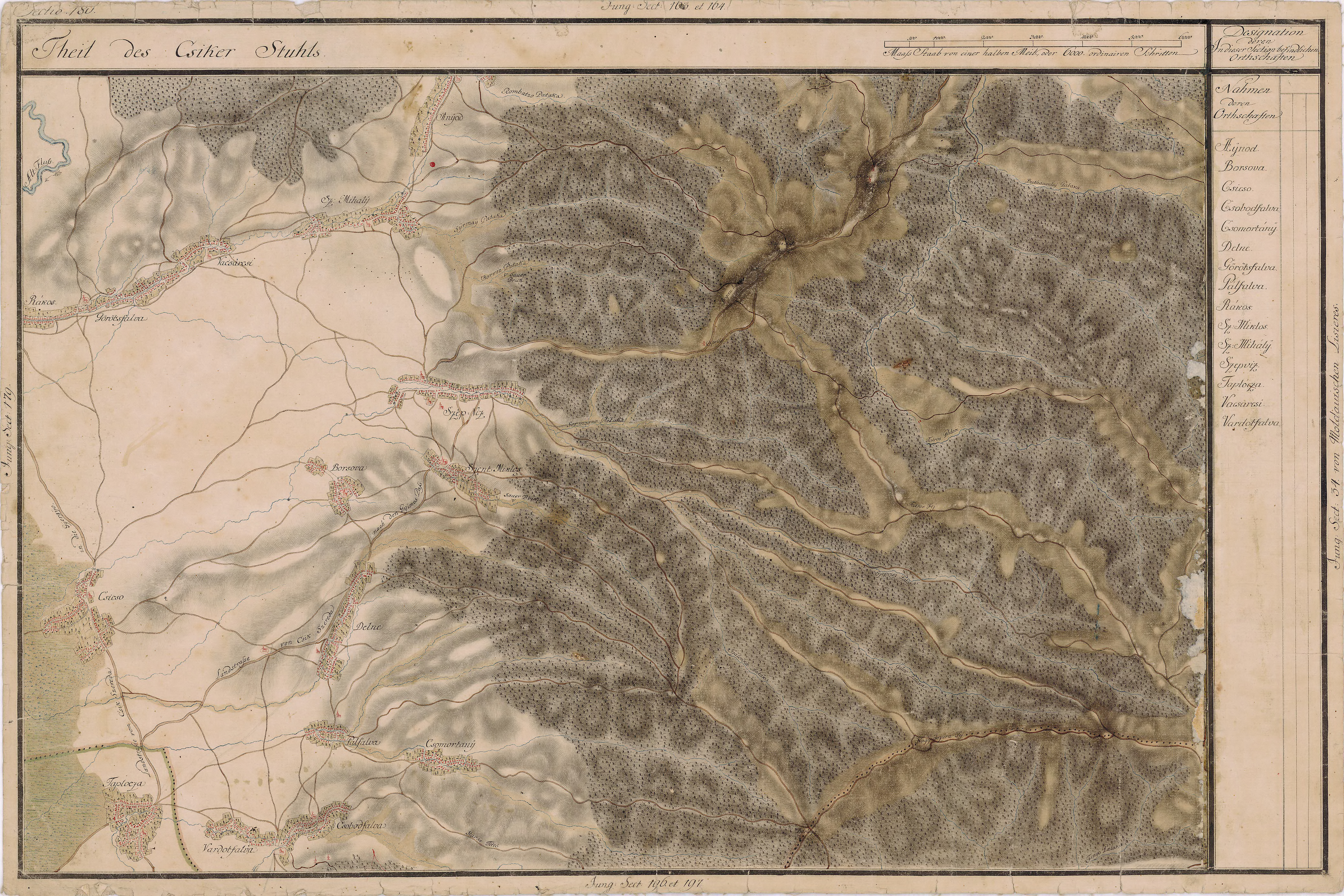
Nicolești în Harta Iosefină a Transilvaniei, 1769-73

 Acest articol despre o localitate din județul Harghita este deocamdată un ciot. Puteți ajuta Wikipedia prin completarea lui.